# Réserve forestière de Bali Ngemba
Pour les articles homonymes, voir Bali et Ngemba.
La réserve forestière de Bali Ngemba (ou Bali Nguemba) est une réserve naturelle du Cameroun située à environ 16,5 km au sud de Bamenda, à l'est des monts Bamboutos, dans la région du Nord-Ouest. Créée en octobre 1953, elle a été rétrocédée par l'État à l'Agence nationale d'appui au développement forestier (ANAFOR).

## Géographie
Elle s'étend sur une superficie d'environ 12 km2, à une altitude comprise entre 1 400 et 2 200 m.
Le climat de la région est celui de la forêt tropicale humide, dont la température moyenne est pratiquement constante toute l'année et voisine de 25 °C. À Bali Ngemba, les précipitations annuelles sont légèrement inférieures à 2 000 mm, réparties principalement entre mai et septembre. Les deux mois les plus pluvieux sont juin et juillet, car la zone est alors soumise aux vents venant du golfe de Guinée.

## Faune
La réserve bénéficie d'une grande biodiversité : 185 espèces y ont été dénombrées à ce jour. Parmi les oiseaux, on note la présence de abondante de Tauraco bannermani, également de Platysteira laticincta et Malaconotus gladiator, et plus récemment de Phylloscopus herberti, ainsi que de Dendropicos poecilolaemus, rare au Cameroun. Chez les reptiles, la présence des lézards Adolfus africanus et de Trachylepis mekuana a été remarquée. Quant aux mammifères, il pourrait subsister des spécimens de Cercopithecus preussi, mais l'espèce y est menacée (EN).

## Flore
La végétation est celle de la forêt submontagnarde et montagnarde, partiellement dégradée à des degrés divers. Entre 1 350 et 1 600 m, de grandes plantations d'Eucalyptus sont exploitées pour le bois de construction et de chauffage. Les zones de forêt intacte subsistent principalement en altitude au nord de la réserve. Ailleurs la canopée subsiste, même si les sous-bois cèdent souvent la place aux cultures d'igname, de maïs, de bananes plantains ou de pommes de terre. Autour de la réserve, les terres sont consacrées à l'agriculture, notamment à la caféiculture.
Les espèces d'orchidées suivantes y ont été observées lors d'une étude publiée en 2001 :
- Aerangis gravenreuthii
- Angraecopsis elliptica
- Angraecopsis ischnopus
- Angraecopsis parviflora
- Bulbophyllum cochleatum (var. bequaertii, var. cochleatum, var. gravidum, var. tenuicaule)
- Bulbophyllum encephalodes
- Bulbophyllum intertextum
- Bulbophyllum josephii
- Bulbophyllum maximum
- Bulbophyllum oreonastes
- Bulbophyllum resupinatum var. filiforme
- Bulbophyllum sandersonii
- Chamaeangis lanceolata
- Chamaeangis letouzeyi
- Chamaeangis odoratissima
- Cyrtorchis arcuata
- Cyrtorchis aschersonii
- Cyrtorchis belloneorum
- Cyrtorchis chailluana
- Cyrtorchis ringens
- Diaphananthe bueae
- Diaphananthe polyantha
- Diaphananthe pulchella
- Diaphananthe quintasii
- Diaphananthe rohrii
- Diaphananthe rutila
- Epipogium roseum
- Liparis nervosa
- Microcoelia globulosa
- Podangis dactyloceras
- Polystachya adansoniae
- Polystachya albescens
- Polystachya billietiana
- Polystachya callunifera
- Polystachya elegans
- Polystachya fusiformis
- Polystachya galeata
- Polystachya leonensis
- Polystachya odorata
- Rangaeris muscicola
- Solenangis scandens
- Stolzia repens
- Tridactyle anthomaniaca
- Tridactyle bicaudata
- Tridactyle filifolia
- Tridactyle gentilii
- Tridactyle tridactylites

Une autre espèce y a été collectée fin 2001 : Polystachya anthoceros.